# Phycopsis hispidula
Phycopsis hispidula är en svampdjursart som först beskrevs av Ridley 1884.  Phycopsis hispidula ingår i släktet Phycopsis och familjen Axinellidae. Inga underarter finns listade i Catalogue of Life.